# Eutreta distincta
Eutreta distincta es una especie de insecto del género Eutreta de la familia Tephritidae del orden Diptera.

## Historia
Ignaz Rudolph Schiner la describió científicamente por primera vez en el año 1868.